# ناحیه‌های گلگت-بلتستان
تعداد ناحیه‌های(اضلاعِ) گلگت-بلتستان (انگلیسی: Districts of Gilgit–Baltistan) در ایالت گلگت-بلتستان ۱۰ عدد بود. این تعداد در سال ۲۰۱۶ از هفت ناحیه به ده ناحیه افزایش یافت.

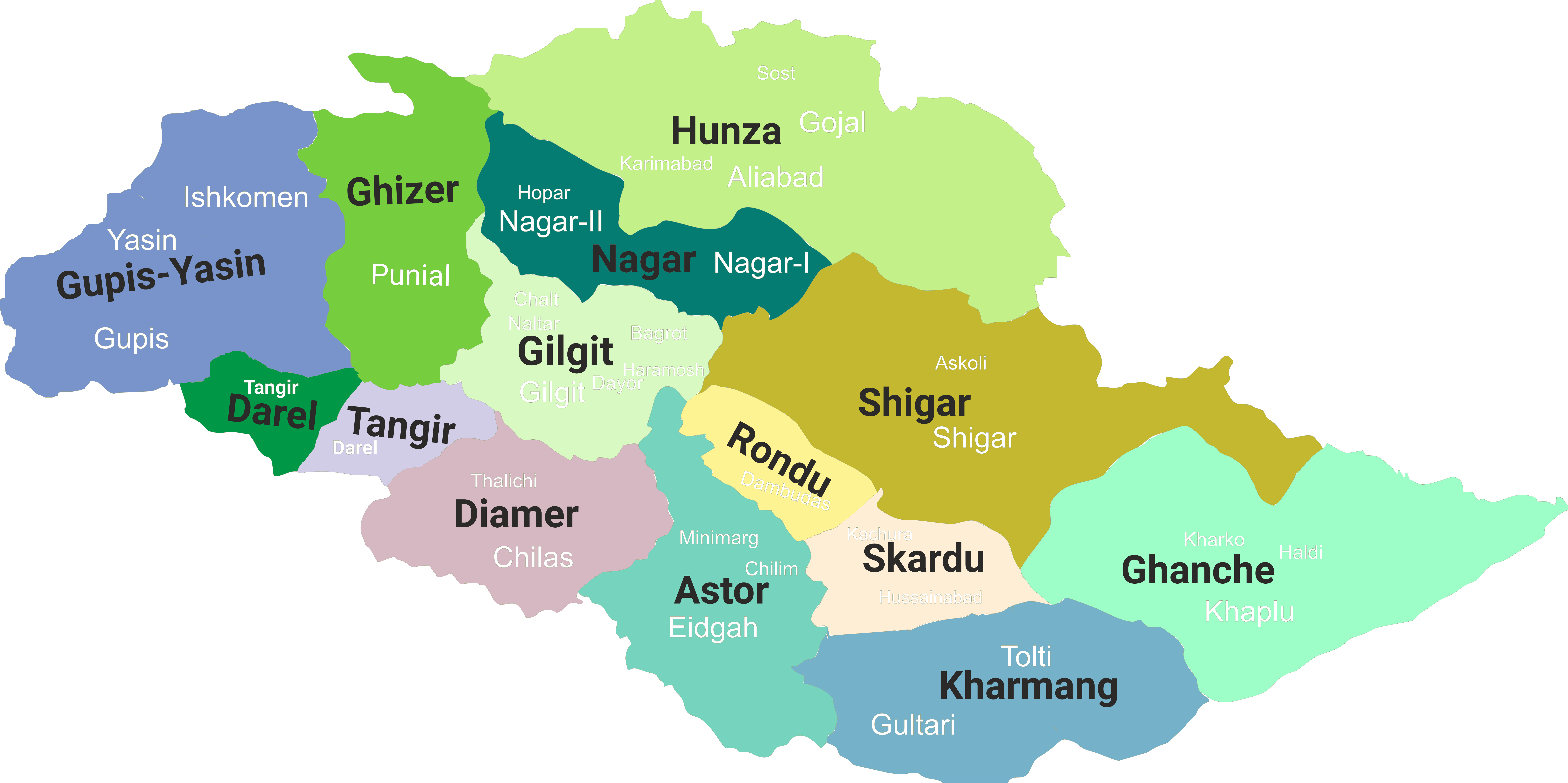
ناحیه‌های گلگت-بلتستان در سال ۲۰۱۹

این تعداد از سال ۲۰۱۹، ۱۴ عدد است.